# Muhamed Bešić
Muhamed Bešić (født 10. september 1992)  er en tysk-bosnisk professionel fodboldspiller, som spiller for Nemzeti Bajnokság I-klubben Ferencváros og Bosnien-Hercegovinas landshold.